# Henry Flagler
Henry Morrison Flagler (2. ledna 1830 Hopewell – 20. května 1913 Palm Beach) byl americký průmyslník a spoluzakladatel firmy Standard Oil. Vybudováním železnice na východním pobřeží Floridy se zasloužil o dopravní propojení a rozkvět tohoto regionu. Výrazně tak přispěl k rozvoji Miami, založil městečko Palm Beach a propojil s americkou pevninou ostrovní město Key West.

## Život
Henry Flagler byl synem Isaaca a Elizabeth Flaglerových. Isaac byl přitom druhým manželem Elizabeth. Ve svém předchozím manželství s Davidem Harknessem se starala o Davidova syna Stephena, jemuž matka zemřela v raném dětství, a spolu měli dalšího syna Daniela. Po smrti Davida si vzala Isaaca Flaglera a narodil se jim Henry.

### Podnikání: obilí, sůl a ropa
Když bylo Henrymu 14 let, přesvědčil ho jeho poloviční bratr Daniel, aby zanechal školy a šel pracovat do obchodu Danielova strýce. Později Henry podnikal s Danielem v obchodu s obilím. V roce 1862 založil se svým švagrem Barney Yorkem firmu, která se věnovala těžbě a prodeji soli. V souvislosti s Americkou občanskou válkou však firma zkrachovala.
Flagler se pak vrátil k obchodu s obilím a seznámil se přitom s Johnem D. Rockefellerem. Roku 1867 uzavřeli v Clevelandu spolu s Johnovým bratrem Williamem a chemikem Samuelem Andrewsem obchodní partnerství (přičemž tichým společníkem s významnou investicí byl Henryho nevlastní bratr Stephen). Následoval vznik ropné společnosti Standard Oil. Ve 40 letech byl už Flagler bohatým podnikatelem.
Kvůli nemoci své manželky Mary se vydali z New Yorku na slunnou Floridu. Jeho žena přesto roku 1881 zemřela. Na Floridu se pak vrátil o dva roky při svatební cestě se svou druhou ženou Idou. V roce 1901 se Flagler s již duševně nemocnou Idou rozvedl a oženil se potřetí, s o 37 let mladší Mary Lily.

### Vlakem New York – Havana
Na jihovýchodě Floridy koupil Flagler pozemky i hotely. Uvědomoval si přitom obtížnou dopravní dostupnost jižní Floridy. Železniční tratě zde měly různé vlastníky a také různé rozchody. Některé místní dráhy vykoupil a sjednotil jejich rozchod i vozový park, některé trati nově vybudoval. Roku 1885 byla založena dodnes fungující společnost Florida East Coast Railway (FEC). O sedm let později získal koncesi ke stavbě páteřní trati do měst New Smyrna, Titusville a Miami.

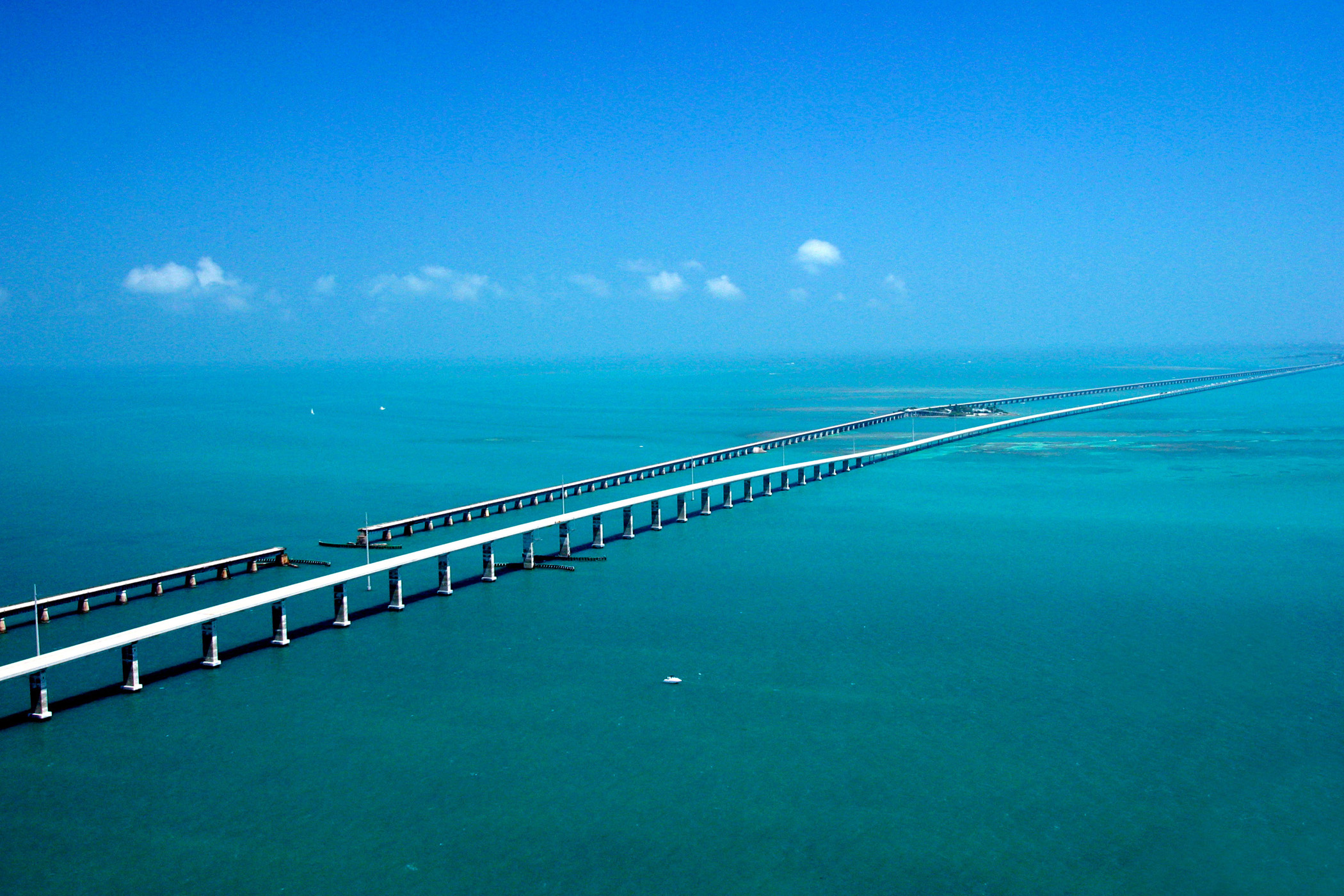
Sedmimílový most, starší Flaglerův železniční most vlevo

V roce 1905 (ve věku 75 let) Flagler slíbil, že prodlouží Floridskou východní pobřežní železnici až do města Key West v souostroví Florida Keys. Jeho plán, později označovaný jako „osmý div světa“ byl v té době vnímán spíše jako pošetilost starého člověka – „Flagler´s folly“. V té době byl rozestavěný Panamský průplav a Flagler věřil, že jeho otevření zvýší obchodní výměnu mezi Floridou, Kubou a Karibikem.
Na technicky i logisticky velmi náročné stavbě, měřící asi 200 km (Homestead – Key West) pracovaly tisíce dělníků po sedm let. Třikrát ji zasáhl hurikán (1906, 1909, 1910). Dne 22. ledna 1912 však dvaaosmdesátiletý Henry Flagler přijel slavnostním vlakem z Homestead do Key West. Ještě téhož roku byl zahájen provoz přímého vlaku na trase New York – Havana, přičemž na Kubu se vlaky z Key West vezly na trajektu.
Následujícího roku Henry Flagler zemřel. „Jeho“ zámořská železnice (Overseas Railroad) fungovala ještě 23 let, než ji 2. září 1935 poničil nejhorší hurikán v historii Floridy (o rychlosti přes 300 km/h). Železniční společnost neměla na opravu peníze a těleso trati pak odkoupil stát, který na něm vybudoval dvouproudou silnici. Do Key West tak sice přestaly jezdit vlaky, ale dopravní spojení odlehlých ostrovů s pevninou, které dokázal Flagler zrealizovat, tak zůstalo zachováno.